# Ђовани Орсеоло
Ђовани Орсеоло (981-1006/7) био је први Млечанин који је држао власт у Далмацији, носећи титулу Дукс Далматиае .

## Историја
Ђованијев отац Пјетро II Орсеоло био је дужд Венеције, а мајка Марија Кандијано.
Године 1000. послат је у Цариград да разради детаље плана на којем су радили његов отац и византијски цар Василије II . По овом споразуму Млечани ће освојити Далмацију и потом је држати као протекторат под византијском влашћу.
Док је био у Цариграду, биископ Оливола му је дао подршку у својој предстојећој инвазији на Далмацију. Био је успешан у успостављању млетачке власти на далматинском приморју.
Године 1004. Ђовани се оженио Маријом Аргир, која је вероватно била нећака цара Василија II и будућег цара Романа III Аргира . У то време Ђовани је био проглашен за дужда - савладара Венеције .
Године 1006. или 1007. Ђовани, заједно са својом женом и сином Василијем, умире од куге.